# Планина Доња
Планина Доња је насеље у саставу Града Загреба. Налази се у четврти Сесвете. До територијалне реорганизације у Хрватској налазила се у саставу старе загребачке приградске општине Сесвете.

## Становништво
На попису становништва 2011. године, Планина Доња је имала 554 становника.

## Попис1991.
На попису становништва 1991. године, насељено место Планина Доња је имало 674 становника, следећег националног састава:
| Попис 1991.‍  | Попис 1991.‍  | Попис 1991.‍ | Попис 1991.‍ | Попис 1991.‍ |
| ------------ | ------------ | ----------- | ----------- | ----------- |
|              |              |             |             |             |
| Хрвати       | Хрвати       |             | 651         | 96,58%      |
| Срби         | Срби         |             | 3           | 0,44%       |
| неопредељени | неопредељени |             | 1           | 0,14%       |
| непознато    | непознато    |             | 19          | 2,81%       |
| укупно: 674  |              |             |             |             |